# Демьяновка (Котелевский район)
Демьяновка (укр. Дем'янівка) — село,
Малорублевский сельский совет,
Котелевский район,
Полтавская область,
Украина.
Код КОАТУУ — 5322282503. Население по переписи 2001 года составляло 45 человек.

## Географическое положение
Село Демьяновка находится на правом берегу реки Мерла,
выше по течению примыкает село Малая Рублёвка,
ниже по течению на расстоянии в 1,5 км расположено село Лихачовка.
К селу примыкает лесной массив.
Рядом проходит автомобильная дорога Н-12 (Т-1701).

## История
Село указано на подробной карте Российской Империи и близлежащих заграничных владений 1816 года